# Усвяча
Усвя́ча (бел. Усвя́ча) — река в Псковской и Витебской области, правый приток Западной Двины. Длина реки составляет 100 км (на территории Белоруссии — 31 км). Площадь водосборного бассейна — 2340 км². Средний расход воды — 15,9 м³/с. Уклон реки — 0,15 м/км.
Исток реки находится на территории Куньинского района Псковской области к юго-востоку от Усмынского озера, из которого вытекает и течёт на север, протекая через озёра Городно, Милицино, Озерон, после которых поворачивает на запад, затем на юг и протекает через озеро Ордосно, затем, в Усвятском районе Псковской области, через озёра Сорочино и Усвятское. Впадает в Западную Двину на территории Витебского района Витебской области в 3 км от Суража.
Озёрность — 6 % (крупнейшие озёра Усвятское, Усмынь, Ордосно, Тиосто, Узмень). Густота речной сети 0,37 км/км². Основные притоки — Овсянка, Рудня, Успол, Холуйца.
Долина реки шириной от 50 м до 3 км. Пойма двусторонняя, в отдельных местах чередующаяся по берегам. Ширина поймы 200—300 м, у истока до 2,5 км. Берега низкие и пологие в верхнем течении, высокие и крутые в нижнем течении.
Гидрологический режим реки изучается с 1911 года.
Рассматривается возможность, что существовал волок из Усвячи в р. Ловать, как часть маршрута «из варяг в греки».